# Temidayo Yussuf
Temidayo Yussuf (Alameda, California; 2 de junio de 1996) es un baloncestista estadounidense que pertenece a la plantilla del Sport Lisboa e Benfica de la Liga Portuguesa de Basquetebol. Con 2,01 metros de estatura, juega en la posición de ala-pívot.

## Trayectoria deportiva

### Universidad
Jugó cinco temporadas con los Beach de la Universidad Estatal de California, Long Beach, en las que promedió 8,0 puntos, 4,9 rebotes y 1,0 asistencias por partido. Su segunda temporada se la perdió prácticamente entera debido a una lesión durante la pretemporada, que se le reprodujo en el primer partido que disputó ante Seton Hall. En 2017 fue incluido en el segundo mejor quinteto de la Big West Conference.

### Profesional
Tras no ser elegido en el Draft de la NBA de 2019, no fue hasta 2020 cuando firmó su primer contrato profesional, con el S.C. Lusitânia de la Liga Portuguesa de Basquetebol. Allí jugó una temporada en la que promedió 19,7 puntos, 10,1 rebotes y 3,7 asistencias por partido. Pero en marzo de 2021 rescinde su contrato para fichar por el Sharks d'Antibes de la LNB Pro B francesa. Acabó la temporada promediando 12,2 puntos y 5,1 rebotes por partido. En las 2 temporadas siguientes, se mantuvo en el mismo equipo. 
En 2023/2024, jugó en dos equipos: el Boulazac Basket en Francia y el Sporting de Portugal. En 2024/2025, estuvo en el Ironi Nahariya de Israel. 